# Electric Fuel Propulsion

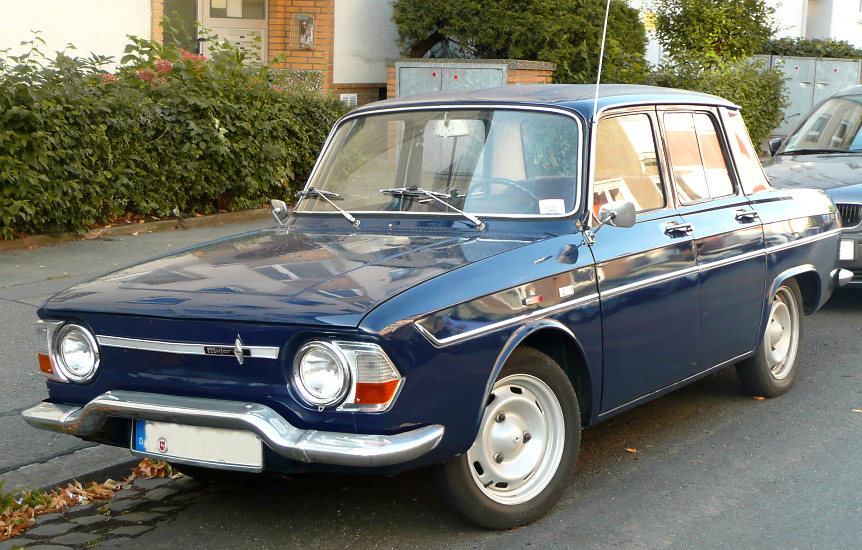
Renault 10 Major (1966–1968)

Electric Fuel Propulsion war ein US-amerikanischer Automobilhersteller.

## Beschreibung
Das Unternehmen wurde 1966 in Detroit in Michigan gegründet. Es stellte Fahrzeuge mit Elektromotoren her. Der Markenname lautete EFP. 1980 endete die Produktion.

## Modelle
Das erste Modell Mars II von 1966 basierte auf dem Renault 10. Der Benzinmotor wurde gegen einen Gleichstrommotor ausgetauscht, der aus vier 30-V-Batteriepacks mit je fünf Blei-Kobalt-Batterien gespeist wurde. Die Motorleistung lag bei 56 kW. Beim Bremsen wurde elektrische Energie zurückgewonnen und wieder in die Batterien eingespeist. Über das serienmäßige, manuelle Vierganggetriebe von Renault wurde die Motorkraft an die Hinterräder weitergeleitet. Die Reichweite lag bei 110–190 km. Der Radstand des Fahrzeuges lag wie beim originalen Renault 10 bei 2261 mm, die Gesamtlänge des Fahrzeuges bei 4255 mm.
Anfang der 1970er Jahre wurden AMC Hornet umgebaut.
1978 folgte der Transformer I auf einem Fahrgestell von General Motors.
Ein Transformer II auf Basis eines Cadillac Seville war zumindest angekündigt.